# Йе-йе
Йе-йе (фр. yé-yé, yéyé) — модный стиль в молодёжной песне, сложившийся во Франции в начале 1960-х годов, и через некоторое время распространившийся в Италии, Испании, Германии, а также Японии. Термин восходит к английскому yes (да).
Большую или меньшую дань моде йе-йе отдали многие эстрадные исполнители, которые начинали свою песенную карьеру на рубеже 50—60-х годов XX века. 
Характерным было то, что пели в этом стиле преимущественно девушки. Во Франции это, прежде всего, 
Шейла (была наиболее популярна из yé-yé-певиц во Франции в течение 1960—1970-х годов), 
Франс Галль, 
Сильви Вартан, 
Брижит Бардо, 
Франсуаза Арди, 
Далида, 
Мишель Торр; 
в Италии 
Рита Павоне («Come te non c'è nessuno» 1963 год, «Che m’importa del mondo» 1964); 
испанской королевой йе-йе называли Карину (Karina) («El baúl de los recuerdos» 1969, «En un mundo nuevo y feliz» 1971).
Также много песен в стиле йе-йе было в раннем репертуаре французских исполнителей 
Клода Франсуа, 
Нино Ферре, 
Кристофа, 
Ришара Антони; 
итальянских — 
Адриано Челентано, 
Литтл Тони.
Песни в стиле йе-йе иногда занимали призовые места на фестивалях и конкурсах. Так, песня «Poupée de cire, poupée de son» (автор Серж Генсбур), исполненная Франс Галль, заняла в 1965 году первое место на конкурсе песни Евровидении. В 1968 году испанская певица Массиель заняла первое место на том же конкурсе с песней «La, la, la».
Стиль йе-йе практически сошёл со сцены к началу 1970-х годов. Позднее интерес к нему возвращался лишь эпизодически. Так, в 2012 году шведская группа Therion выпустила альбом Les Fleurs du Mal, на котором записала кавер-версии известных песен жанра йе-йе, обработанные в стиле симфоник-метал. Современные обработки йе-йе записывали такие исполнители как Эйприл Марч («Chick Habit», 1995) и Джессика Паре («Zou Bisou Bisou», 2012).

### На английском языке
- Deluxe, Jean-Emmanuel (2013). Yé-Yé Girls of '60s French Pop. Feral House, 256 pages. ISBN 978-1-9362-3971-9
- Jones, Gareth (2022). French Pop: from Music Hall to Yé-Yé. Music Mentor Bookpages, 542 pages. ISBN 978-1-7399-6670-6

### На итальянском языке
- Tarli, Tiziano, Beat italiano: dai capelloni a Bandiera gialla, Castelkvecchi, 2005, 222 pagine. ISBN 978-8-8761-5098-2